# Йобе
Йо́бе (англ. Yobe State) — один із 36 штатів у складі Нігерії. Розташований на північному сході країни. Адміністративний центр — місто Даматуру.

## Населення
Населення — 2757000 осіб (2011; 2321591 в 2006).

## Історія
Штат був утворений 27 серпня 1991 року із західної частини штату Борно.

## Адміністративний поділ
До складу штату входять 17 районів:
| Район    | Площа, км² | Населення, осіб (2006) |
| -------- | ---------- | ---------------------- |
| Баде     | 772        | 139782                 |
| Бурсарі  | 3818       | 109124                 |
| Гейдам   | 4357       | 157295                 |
| Гуджба   | 3239       | 130088                 |
| Гулані   | 2090       | 103510                 |
| Даматуру | 2366       | 88014                  |
| Джакуско | 3941       | 229083                 |
| Карасува | 1162       | 106992                 |
| Мачина   | 1213       | 61606                  |
| Нангере  | 980        | 87823                  |
| Нгуру    | 916        | 150632                 |
| Потіскум | 559        | 205876                 |
| Тармува  | 4594       | 77204                  |
| Фіка     | 2208       | 136895                 |
| Фуне     | 4948       | 300760                 |
| Юнусарі  | 3790       | 125821                 |
| Юсуфарі  | 3928       | 111086                 |